# Bồ Tiên Vạn Nô

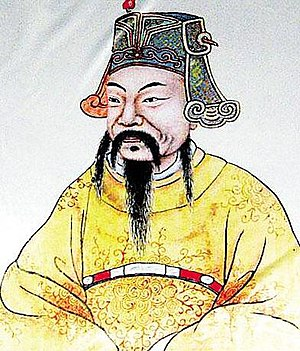
Chân dung Bồ Tiên Vạn Nô

Bồ Tiên Vạn Nô (Tiếng Trung giản thể: 蒲鲜万奴; Tiếng Trung Phồn thể: 蒲鮮萬奴; Wade–Giles: P'u-hsien Wan-nu) là 1 thủ lĩnh người Nữ Chân đã thành lập vương quốc Đông Hạ có thời gian tồn tại ngắn vào đầu thế kỷ 13 ở vùng đông bắc Trung Quốc.

## Thân thế ban đầu
Ban đầu ông phục vụ cho nhà Kim đang ngày càng suy yếu dưới áp lực của quân Mông Cổ.Trong khi lực lượng Mông Cổ của Thành Cát Tư hãn đang xâm lược nhà Kim, thì 1 thủ lĩnh người Khiết Đan là Gia Luật Lưu Ca (耶律留哥) đã nổi dậy chống lại sự cai trị của nhà Kim ở vùng Liêu Đông vào năm 1211, thiết lập nước Đông Liêu mối quan hệ với Thành Cát Tư hãn vào năm sau (tức năm 1212). Năm 1214, nhà Kim cử Bồ Tiên Vạn Nô đi đánh dẹp phản quân với quân số 40 vạn quân ở Liêu Đông nhưng bị bại trận ở vùng Khai Nguyên, Liêu Ninh. An Đông đồn tri là A Liên sợ, sai sứ xin quy phụ. Vì thế Lưu Ca chiếm trọn châu quận Liêu Đông, bèn định đô ở Hàm Bình, gọi là Trung Kinh. Kim tả phó nguyên soái Di Lạt Đô  đem 10 vạn quân  đến đánh, lại bị Lưu Ca đánh bại.

## Làm phản nhà Kim và đánh Liêu quốc
Trong khi quân Mông Cổ dưới sự chỉ huy của Mộc Hoa Lê đang xâm lược vùng Hoa Bắc thì vào tháng 10 ÂL năm 1215, Bồ Tiên Vạn Nô phản nhà Kim, tự xưng Thiên vương, thành lập Đại Chân Quốc (大真國) sau đổi thành Đông Hạ Quốc (東夏國), đặt niên hiệu là Thiên Thái  (天泰) và đem quân lên phía bắc đánh Hàm Bình, buộc Gia Luật Lưu Ca phải bỏ chạy,sau đó đóng đô tại Hàm Bình. Vạn Nô sau đó ra phía đông đánh Sa Tốc, bị quân Kim đánh bại; Vạn Nô không cam lòng, đem quân tái chiến, lại bị quân Kim đánh bại. Tháng 11 ÂL, Lưu Ca biết tin hậu phương của Vạn Nô trống rỗng, bèn đem quân phá Đông Kinh và buộc Vạn Nô buộc phải xin hàng Mông Cổ.Bồ Tiên Vạn Nô đầu hàng quân của Mộc Hoa Lê và gửi con trai của mình là Tege (铁 哥 / 鐵 哥 Tiěgē) làm con tin vào năm 1216. Tuy nhiên, ông nổi dậy ngay sau đó và chạy trốn đến một hòn đảo trong khi quân đội Mông Cổ xâm lược Liêu Tây và Liêu Đông.

## Hàng Mông Cổ và làm phản, dời đô xây dựng chính quyền
Hàng Mông Cổ và làm phản
Bồ Tiên Vạn Nô đầu hàng quân của Mộc Hoa Lê và gửi con trai của mình là Tege (铁 哥 / 鐵 哥 Tiěgē) làm con tin vào năm 1216. Tuy nhiên, ông nổi dậy ngay sau đó và chạy trốn đến một hòn đảo trong khi quân đội Mông Cổ xâm lược Liêu Tây và Liêu Đông.
Xây dựng chính quyền
Năm 1217, ông chuyển từ Đông Kinh đến lưu vực sông Đồ Môn  để tránh sự uy hiếp của cả Mông Cổ và Kim. Ông lại đặt tên cho vương quốc của mình là Đông Hạ  (东 夏 / 東 夏), đặt thủ đô xung quanh Diên Cát và gọi nó là Nam Kinh (南京. Lãnh thổ của ông trải rộng về phía bắc đến dãy núi Lão Gia Lĩnh, phía nam đến Hamgyong Nam (Triều Tiên,) phía đông đến biển Nhật Bản và phía tây đến dãy núi Trương Quảng Tài lĩnh. Nó bao gồm các vùng biên giới của Trung Quốc, Nga và Triều Tiên.Bồ Tiên Vạn Nô thiết lập chế độ quan chế theo mô hình của nhà Kim, quân đội tổ chức theo các mãnh an và mưu khơ.

## Tiêu diệt tàn dư Khiết Đan
Ông dường như đã phục tùng Đế quốc Mông Cổ một lần nữa. Năm 1218, quân đội Mông Cổ và Đông Hạ cùng nhau xâm nhập vào Cao Ly để khuất phục tàn dư Khiết Đan. Cao Ly cũng tham gia chiến dịch và Khiết Đan bị tiêu diệt. Quân đội Mông Cổ rút lui sau khi thiết lập mối quan hệ "anh em ruột thịt" với Cao Ly. Các sứ giả Mông Cổ và Đông Hạ đã đến Cao Ly chúc mừng. Cao Ly sau đó chấp nhận làm chư hầu và triều cống cho Đông Hạ và Mông Cổ.

## Phản Mông Cổ lần nữa và bị giết
Năm 1222, Vạn Nô lại 1 lần nữa làm phản lúc Thành Cát Tư hãn đang thực hiện cuộc chinh phạt về phía tây. Sau đó ông xâm lược Cao Ly nhiều lần vì Cao Ly không chịu yêu cầu mở các trạm buôn bán ở vùng biên giới 2 nước. Năm 1232, Đế quốc Mông Cổ yêu cầu Cao Ly tấn công Hạ quốc nhưng Cao Ly không nghe. Năm 1233,  trong cuộc chinh phạt Cao Ly để buộc họ thần phục, Oa Khoát Đài lúc này là Đại hãn kế nhiệm Thành Cát Tư hãn  đã sai trưởng tử là Quý Do đem quân tấn công Đông Hạ. Quân đội Mông Cổ nhanh chóng áp đảo Đông Hạ và Vạn Nô bị bắt sống và sau đó bị xử tử. Lãnh thổ bị chinh phục được trao cho người em út của Thành Cát Tư Hãn là Thiết Mộc Cách.
Nước Đông Hạ dưới góc độ là một quốc gia độc lập đã diệt vong, nhưng sau đó Mông Cổ vẫn bổ nhiệm các con cháu của Vạn Nô làm trấn thủ, trở thành vùng phiên thuộc. Sau khi Hốt Tất Liệt lập nên nhà Nguyên, đất cũ của Đông Hạ được tổ chức thành Liêu Dương hành tỉnh. Cùng năm này Mông Cổ đánh nhà Kim đang suy yếu
trầm trọng và diệt được Kim năm sau (Tức 1234).